# Isières
Isières is een dorp in de Belgische provincie Henegouwen, en een deelgemeente van de Waalse stad Aat.
Isières was een zelfstandige gemeente, tot die bij de gemeentelijke herindeling van 1977 toegevoegd werd aan de gemeente Aat.

## Bezienswaardigheden
- De Sint-Pieterskerk (Église Saint-Pierre) is een neoclassicistisch kerkgebouw van 1840. Een deel van het kerkmeubilair is 17e-eeuws.
- De Chapelle Notre-Dame de la Cavée is een laatgotische bedevaartkapel van 1590.

## Natuur en landschap
Isières ligt aan de Zulle die iets ten noordwesten in de Dender uitmondt. De hoogte aan de kerk bedraagt 30 meter.

## Demografische ontwikkeling
- Bronnen:NIS, Opm:1831 tot en met 1970=volkstellingen, 1976= inwoneraantal op 31 december

## Nabijgelegen kernen
Lanquesaint, Papignies, Woelingen, Meslin-l'Évêque

## Externe link

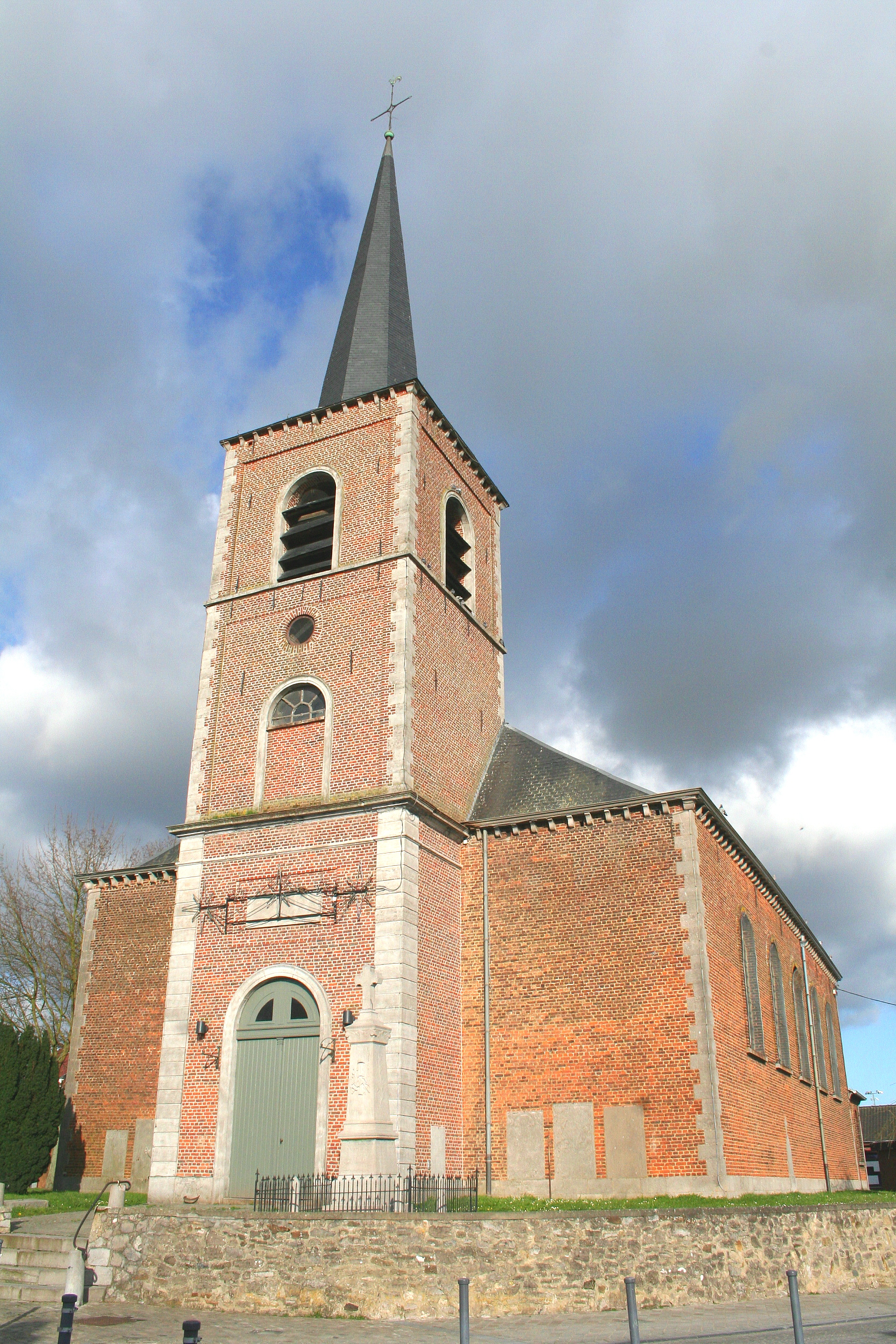
Kerk